# Sellos Colombinos (Estados Unidos)

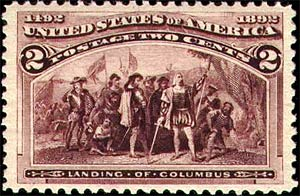
Sello de 2¢. El desembarco de Colón de John Vanderlyn.

Los Sellos Colombinos (conocidos en inglés como Columbian Issue o, simplemente, Columbians) fueron una serie de 16 sellos emitidos por los Estados Unidos para conmemorar el IV Centenario del Descubrimiento de América por Cristóbal Colón. Esto coincidió con la Exposición Mundial Colombina de Chicago de 1893.

## Historia
Los Sellos Colombinos fueron producidos por la American Bank Note Company, que tenía un contrato de cuatro años para producir sellos, comenzando el 1 de diciembre de 1889. Mientras que los anteriores contratos requerían que las imprentas proveyesen los diseños y las planchas para cualquier sello nuevo requerido por la Oficina de Correos, el contrato de 1889 especificaba que la Oficina de Correos se haría cargo de estos costes. De hecho, el administrador de la Oficina de Correos John Wanamaker celebró un nuevo contrato con American Bank Note específicamente para los Sellos Colombinos sin ningún proceso de licitación competitiva, lo que permitió a la compañía cobrar 17 ¢ por mil sellos, en contraste con los 7,45 ¢ por mil que había recibido para sellos de la serie definitiva de 1890. Este acuerdo provocó una considerable crítica pública, que no se disipó por el argumento de la American Bank Note de que el tamaño de los Sellos Colombinos (el doble de los sellos normales) hacía que tuvieran un precio más alto, y Wilson Bissel, que fue director general de la Oficina de Correos después de que Grover Cleveland llegase a la presidencia en marzo de 1893, intentó renegociar el contrato de los sellos en términos más favorables para la Oficina de Correos.
Quince sellos de la serie se pusieron a la venta en las oficinas de correos el lunes 2 de enero de 1893. Estuvieron disponibles en todo el país y no se restringió en absoluto su exposición. Este fue el mayor número de sellos que la Oficina de Correos de Estados Unidos había ofrecido alguna vez de una serie concreta, gracias a los sellos de 1 $, 2 $, 3 $, 4 $ y 5 $, que no tenían precedentes: ningún sello de los Estados Unidos había costado más de 90 ¢. El décimo sexto sello, de 8 ¢, para promocionar una nueva tarifa de cartas recién ofertada, se puso a la venta en marzo. Tras esto, el valor de la serie completa fue de 16.34 $, una gran cantidad de dinero para 1893. En 2009, sería el equivalente a unos 390 $.
La opinión sobre los Sellos Colombinos fue diversa. La serie se vendió bien y no hubo la controversia que tuvieron los Sellos Pictóricos de 1869. No obstante, la aprobación no fue universal. Para protestar contra esta serie se creó una organización conocida como la Sociedad para la Supresión de la Especulación de los Sellos. Esta alegaba que la Exposición Mundial Colombina de Chicago no era lo suficientemente importante como para ser honrada con sellos, mientras que algunos coleccionistas se opusieron a la complacencia del Departamento de la Oficina de Correos para beneficiarse del auge de la afición de la filatelia. Para ridiculizar el sello de 5 $, el Chicago Tribune dijo solo podía usarse para mandar por correo un paquete de libros de 28,3 kilos que costase lo mismo que los libros. Los Sellos Colombinos no aumentaron su valor justo después de dejar de estar en venta, debido en parte a que la gran especulación generó un mercado secundario. No obstante, en 2006, una serie completa podría valorarse en 100 000 $ o más, dependiendo del estado en que se encontrasen.
Su diseño y su propósito conmemorativo no fueron las únicas razones por las que esta serie fue un hito en la historia de los sellos de Estados Unidos. Los Sellos Colombinos, al igual que todos los sellos de EE. UU. anteriores, habían sido producidos por impresores privados seguros con contratos periódicamente ofertados. Ellos fueron, no obstante, los últimos sellos de EE. UU. impresos por una compañía privada durante muchos años. A comienzos de 1894, la American Bank Note Company falló al intentar renovar su contrato de sellos porque la Oficina de Grabado e Impresión de los Estados Unidos presentó una oferta más baja, logrando ser los únicos productores de sellos de los EE. UU. durante las décadas posteriores. En 1944 una compañía privada volvió a producir sellos de Estados Unidos (los Sellos de los Países Invadidos, que conmemoraban a los países invadidos por los nazis y los japoneses en la II Guerra Mundial, y que requirieron una impresión especial multicolor). Posteriormente, la Oficina de Grabado volvió a producir sellos, aunque dejó de producirlos gradualmente a lo largo de los siguientes 60 años, hasta cesar su actividad por completo en 2005. Los académicos creen que la principal tarea de la Oficina de Grabado en 1894 fue terminar algunas hojas de los Sellos Colombinos impresos por la American Bank Note; lo que hace a esta teoría posible es que, mientras que muchos Sellos Colombinos están perfectamente perforados, otras tienen estándares inferiores, con bordes con agujeros parcialmente perforados, irregulares o mal colocados, fallos que también podrían haber dañado la siguiente remesa que produjeron posteriormente en 1894.

## Sello de 1 ¢

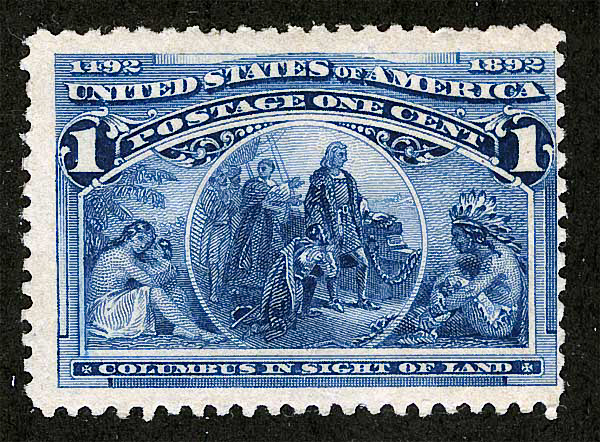
Sello de 1¢.

Se titula Colón avista tierra. Es el más barato de la serie. Está basado en un cuadro de William Powell y fue grabado por Alfred Jones. Este sello fue usado sobre todo para correo de tercera clase.
Como las imágenes de la serie no estaban basadas en la obra de un solo artista, el aspecto de Colón es diferente en cada sello. En este Colón sale sin barba y en el de 2 ¢ sale con barba, aunque lo representado en el sello de 2 ¢ pasó el día después.

## Sello de 2 ¢

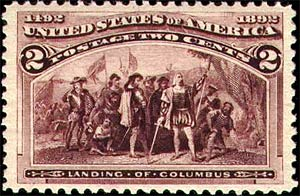
Sello de 2¢.

Es el cuadro El desembarco de Colón de John Vanderlyn, que fue encargado por el Congreso para los billetes de 5 $ y los sellos de 15 ¢ de la Serie Pictórica de 1869 y que fue usado de nuevo en esta ocasión. Es el sello más común de esta serie. Se hicieron más de mil millones de copias, más del 70% del total, al ser usado para el correo de primera clase, que es el correo doméstico.

## Sello de 3 ¢

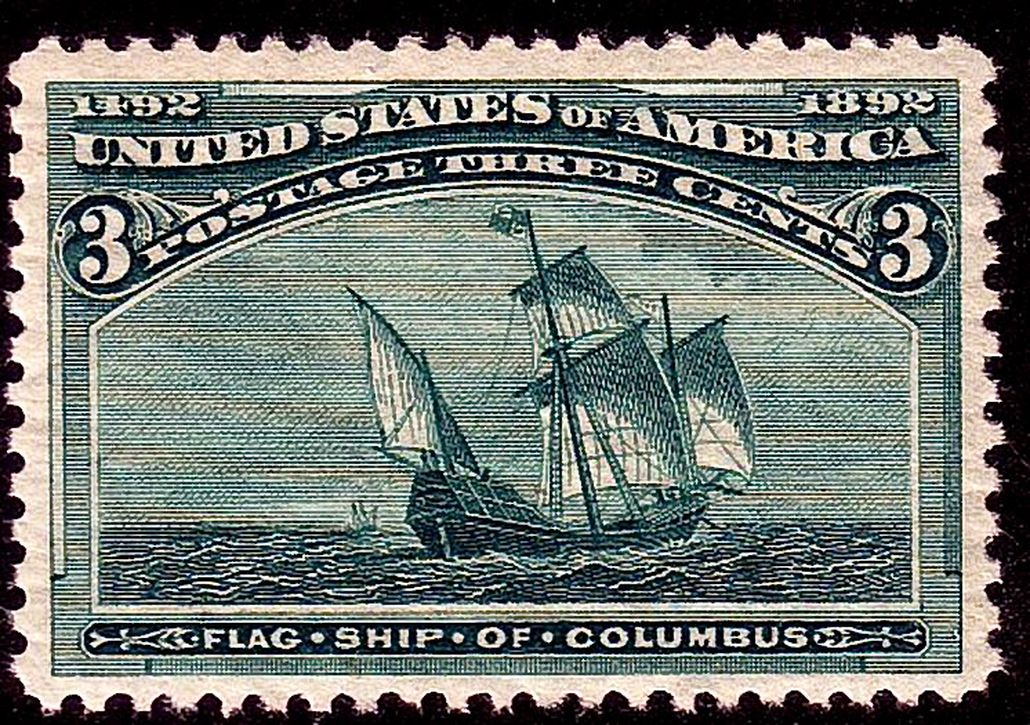
Sello de 3 ¢.

Se titula El barco abanderado de Colón y representa a la Santa María. Se ha considerado que está basado en un grabado español, pero la fuente es desconocida. El grabado del sello fue realizado por Robert Savage. Aunque se imprimieron más de 11 millones, no correspondía a ninguna tarifa postal estándar de 1893. En lugar de eso, se consideró un sello para combinar en envíos que tuvieran un precio mayor.

## Sello de 4 ¢

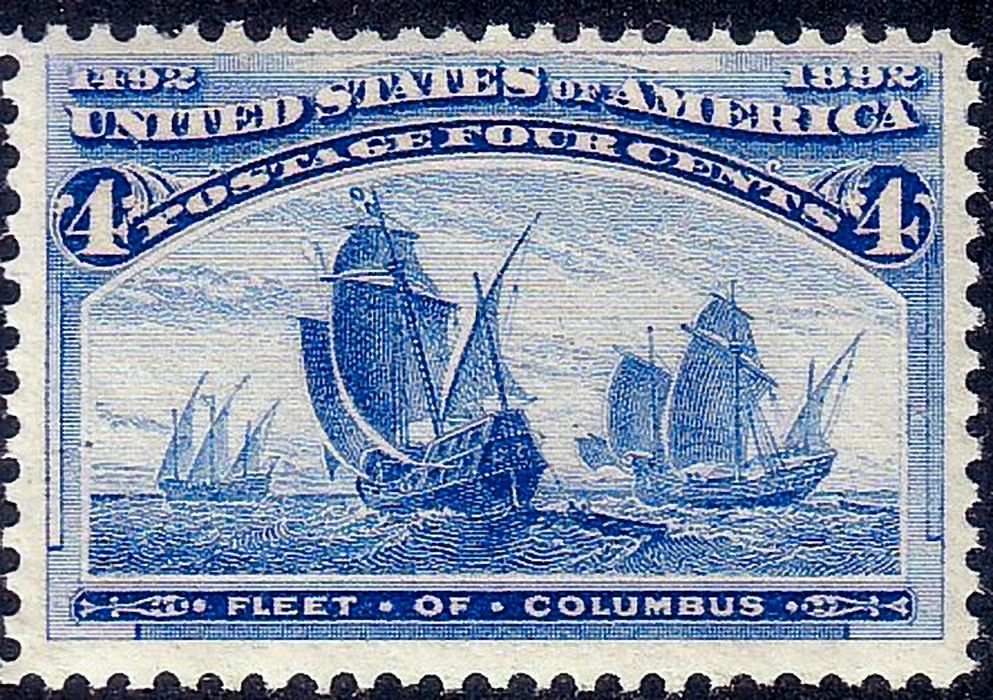
Sello de 4 ¢.

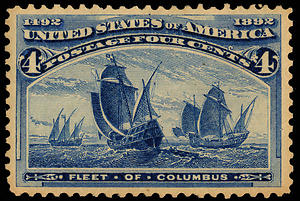
Un sello de 4 ¢ azul con el error.

Se titula Flota de Colón. Existe cierta controversia sobre el origen del diseño. Al igual que el sello de 3 ¢, se cree que proviene de un grabado español desconocido. No obstante, aparece una imagen similar en un libro estadounidense unos seis meses anterior a la Exposición Mundial Colombina. Aunque tiene diferencias significativas, los autores de temas de filatelia que han investigado el asunto dicen que no se puede determinar el origen del diseño con la información que existe sobre él. El sello tiene el precio del correo de primera clase con el doble de peso.
La singularidad más llamativa de la serie es en este sello. El color normal del sello es uno conocido como ultramarino. Un pequeño número de sellos de 4 ¢ fueron impresos usando erróneamente un color llamado tinta, que es más oscuro y se parece más al de los sellos de 1 ¢. Se cree que se produjeron con este error al menos dos hojas. Esto haría un total de doscientos sellos, de los que se conservan menos. Los "sellos de 4 ¢ azules" están considerados una gran rareza, y se venden por miles de dólares: 15 750 $ en 2003 y 9 000 $ en 2009.

## Sello de 5 ¢

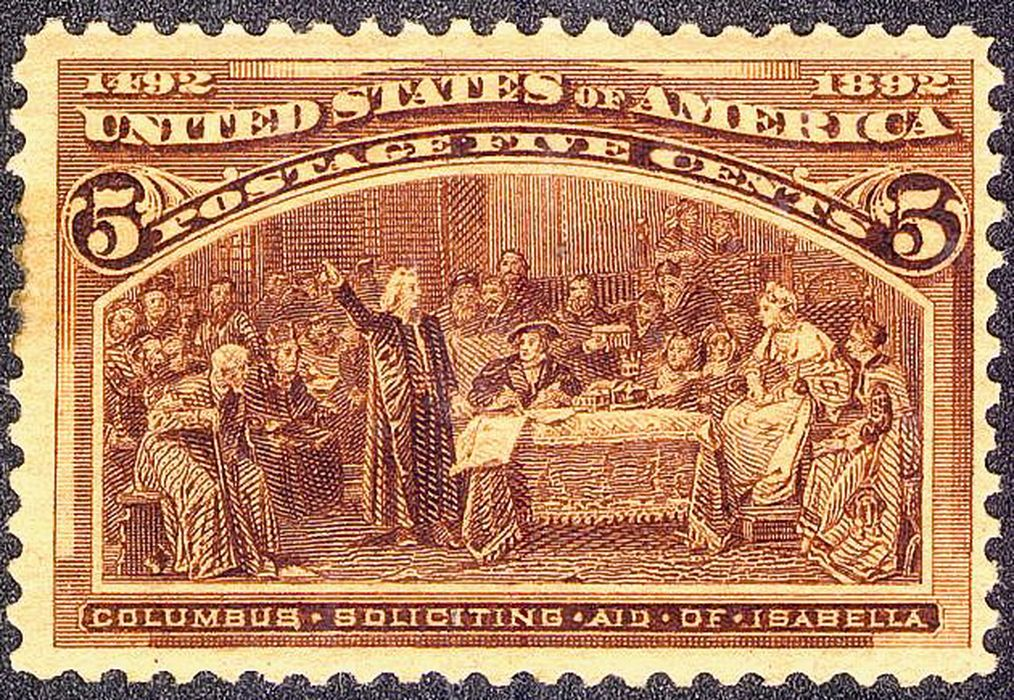
Sello de 5 ¢.

Se titula Colón solicitando ayuda a Isabel. Fue diseñado por Alfred Major, basándose en el cuadro Colón en la Corte de Fernando e Isabel de Václav Brožík de 1884. Este valor se utilizó principalmente para pagar la tarifa internacional de media onza de la Unión Postal Universal.

## Sello de 6 ¢

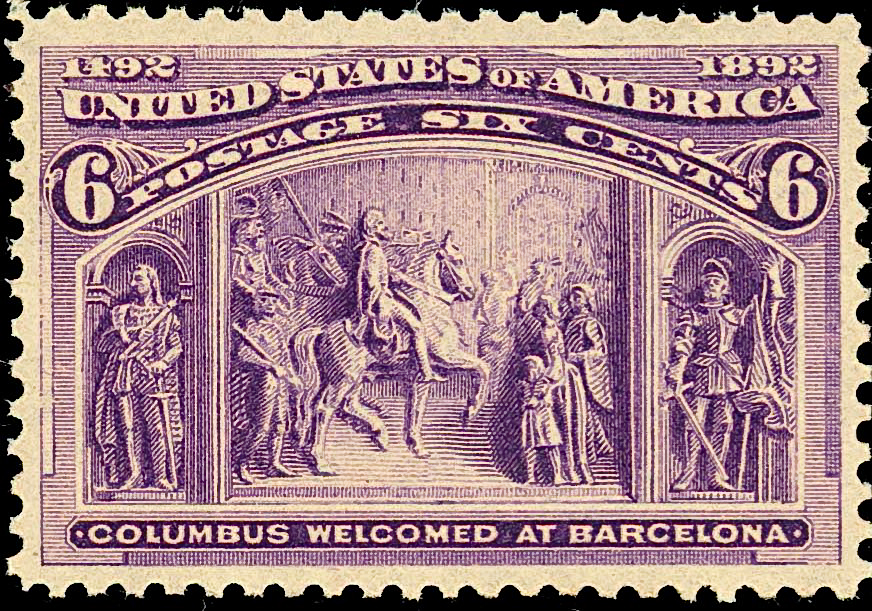
Sello de 6 ¢.

En 1857 se encargó a Randolph Rogers producir producir una serie de paneles para puertas que representasen los viajes de Colón, que se colgarían en el edificio del Capitolio de los Estados Unidos. El diseño del sello de 6 ¢ es el séptimo de esos paneles para puertas, titulado Colón recibido en Barcelona. A la izquierda hay una imagen de Fernando el Católico y a la derecha una de Vasco Núñez de Balboa, el descubridor del Océano Pacífico. Robert Savage fue el grabador del diseño impreso.

## Sello de 8 ¢

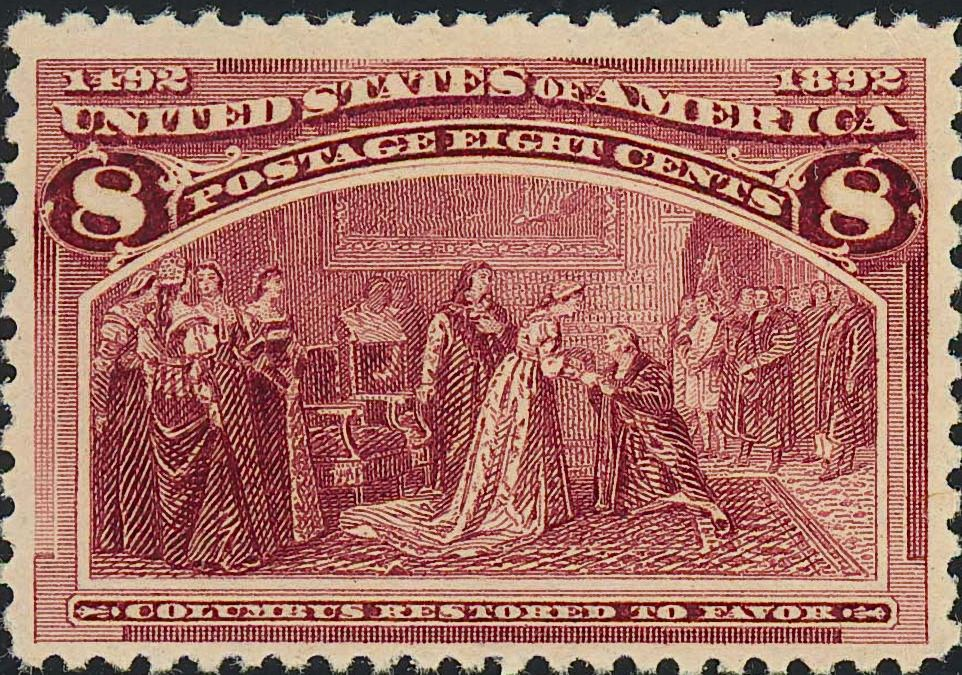
Sello de 6 ¢.

Cuando se emitió, solo había 15 en esta serie. Sin embargo, cuando la tarifa del correo certificado se redujo el 1 de enero de 1893, fue necesario emitir sellos de 8 centavos. El diseño se basa en el cuadro de Colón recupera el favor, realizado por Francisco Jover Casanova, y se agregó a la serie colombina en marzo.

## Sello de 10 ¢

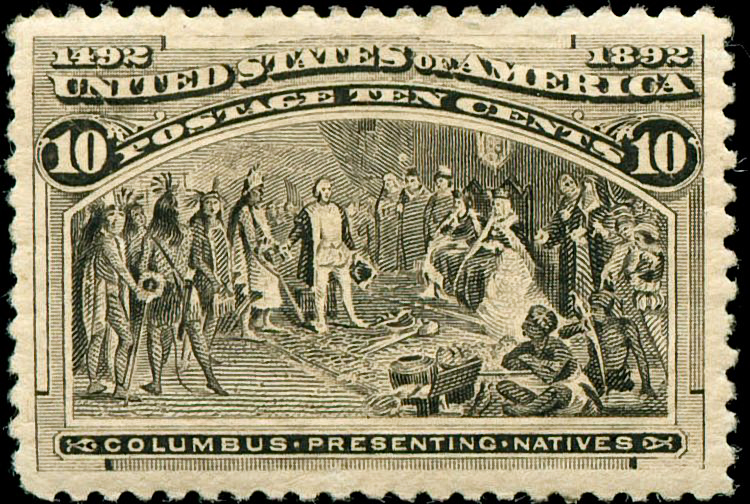
Sello de 10 ¢.

El diseño se titula, Colón presentándose ante los nativos. Está basado en un cuadro de Luigi Gregori para el edificio administrativo de la Universidad de Notre Dame tras su reconstrucción después del incendio de 1879. Fue una de los cinco diseños de la serie grabados por Robert Savage. Este sello servía para pagar la tarifa del correo certificado. No obstante, la reducción de la tarifa del correo certificado hizo necesaria la creación del sello de 8 ¢. Esto hizo que el sello de 10 ¢ sirviese para pagar tarifas adicionales.

## Sello de 15 ¢

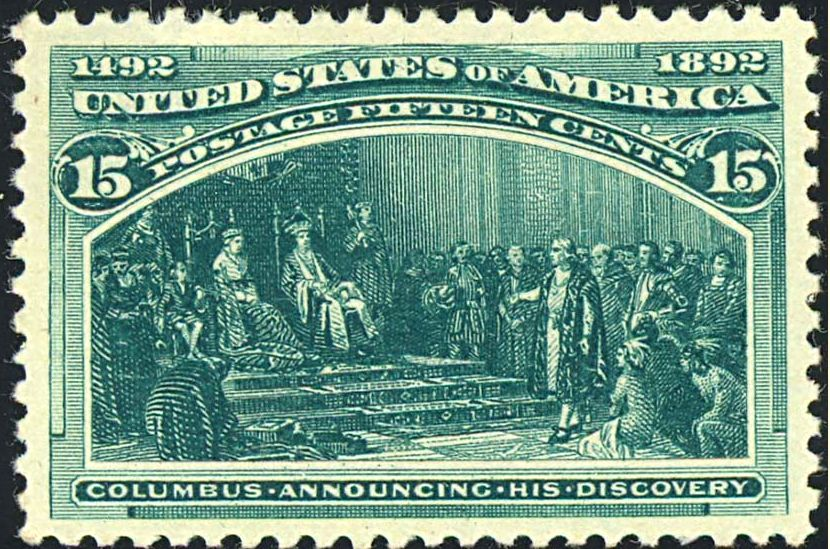
Sello de 15 ¢.

El diseño se titula Colón anunciando su descubrimiento. Representa su regreso a la Corte tras su primer viaje a América. Está basado en un cuadro realizado por Ricardo Baloca y Cancico. Se desconoce qué fue de ese cuadro y puede que haya sido destruido durante la Guerra Civil Española. El sello fue destinado originalmente a pagar el franqueo de cartas internacionales certificadas, pero el cambio en la tarifa del correo certificado hizo que este sello fuese menos usado. Aunque servía para pagar por una carta internacional con el triple de precio, era usado más habitualmente junto con otros sellos para pagar envíos de mayor peso.

## Sello de 30 ¢

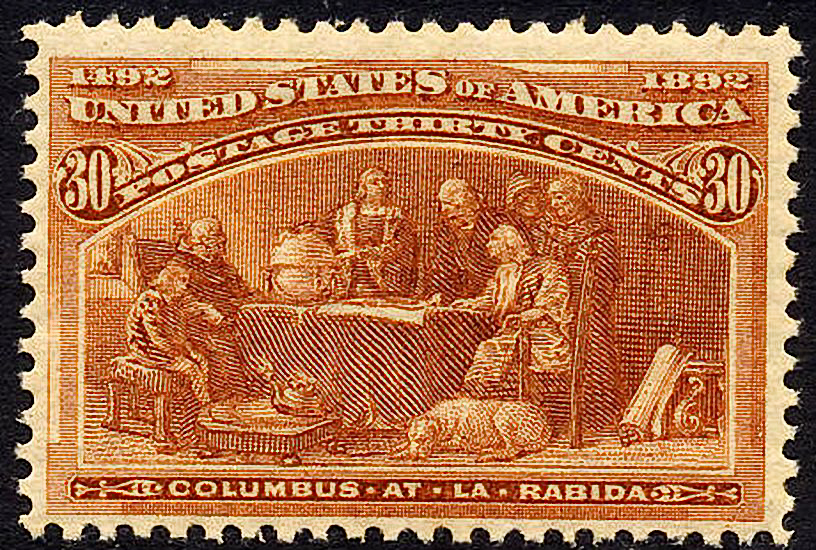
Sello de 3 ¢.

El diseño, titulado Colón en La Rábida, está basado en el cuadro Colón ante los franciscanos en La Rábida de Felipe Manso. Este sello era usado habitualmente para pagar por el correo más caro enviado al extranjero.

## Sello de 50 ¢

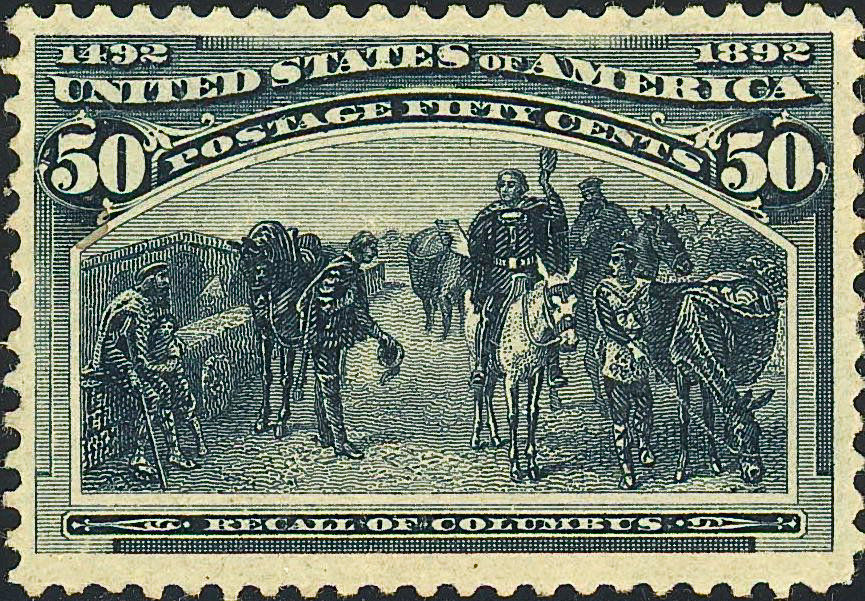
Sello de 50 ¢.

El diseño está basado en un cuadro llamado Recuerdo de Colón, de A. G. Heaton. Fue el primer sello de 50 ¢ de los Estados Unidos. Al igual que el resto de sellos de mayor coste de la serie, se usó sobre todo junto con otros para envíos más pesados o envíos internacionales.

## Sello de 1 $

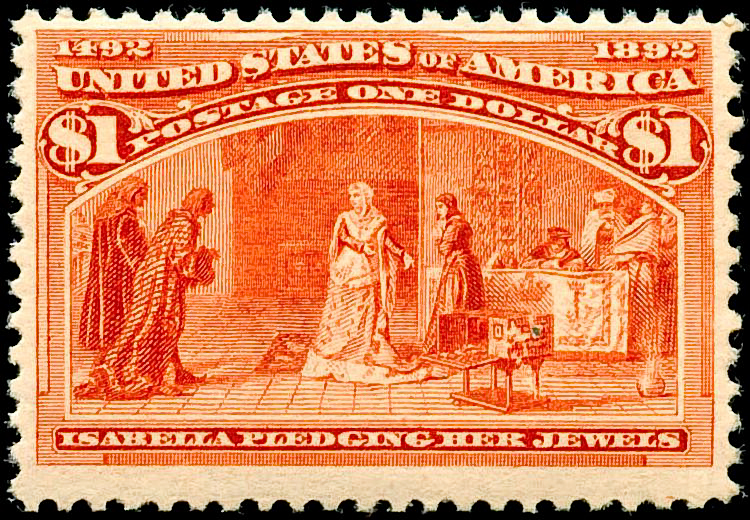
Sello de 1 $.

El diseño está basado en un cuadro de Antonio Muñoz Degrain y se titula Isabel cede sus joyas. El diseño fue grabado por Robert Savage. Ningún sello de los Estados Unidos había tenido un precio de más de 90 ¢. Este sello, al igual que otros de mayor precio, no corresponden a ninguna tarifa concreta. Aunque este y los otros cuatro más caros se conoce que eran usados sobre todo para envíos pesados internacionales, existe la consideración de que fueron realizados simplemente para publicitar la Exposición Mundial Colombina de Chicago y para que el Departamento de la Oficina de Correos generase más ingresos. La mayor parte de los sellos de un dólar o más de esta serie están en cubiertas filatélicas.

## Sello de 2 $

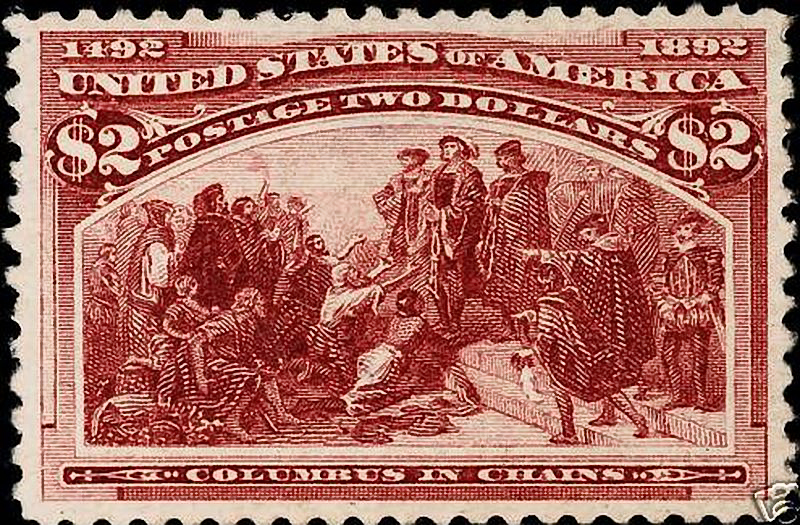
Sello de 2 $.

El diseño, titulado Colón con las cadenas, está basado en un cuadro de Emanuel Leutze. En él se muestra a Colón arrestado en Santo Domingo por Francisco de Bobadilla enfrentándose a cargos por mala conducta administrativa.

## Sello de 3 $

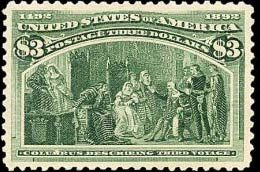
Sello de 3 $.

El diseño, titulado Colón describiendo su tercer viaje, fue uno de lo cinco diseños grabados por Robert Savage. El grabado está basado en un cuadro de Francisco Jover Casanova. El sello de 8 centavos también se basó en una obra de este autor. Los tres sellos de esta serie de mayor valor se imprimieron en cantidades mucho más pequeñas que los más baratos del conjunto. En el caso de los de 3 dólares, se imprimieron 27 650 sellos.

## Sello de 4 $

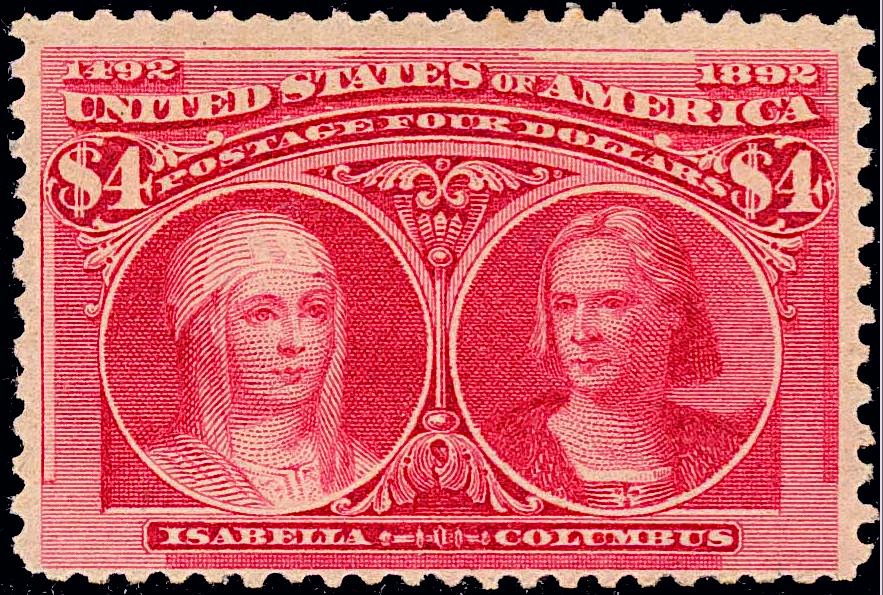
Sello de 4 $.

El diseño se titula Isabel y Colón. Este retrato de Isabel la Católica fue el primer retrato de una mujer en un sello de Estados Unidos hasta que se emitió una serie con Martha Washington en 1902. El retrato de Colón, a la derecha, está basado en un cuadro de Lorenzo Lotto.

## Sello de 5 $

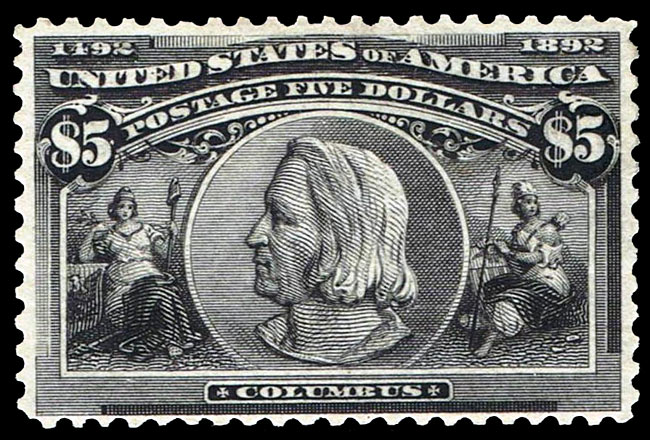
Sello de 5 $.

El diseño tiene un retrato de Colón. Es similar, aunque mirando en la otra dirección, del que está en la moneda de medio dólar Colombina. El retrato de Colón fue grabado por Alfred Jones. Las dos figuras de los márgenes fueron grabadas por Charles Skinner. Se imprimieron 27,350, de los cuales se vendieron 21,844.

## Productos similares

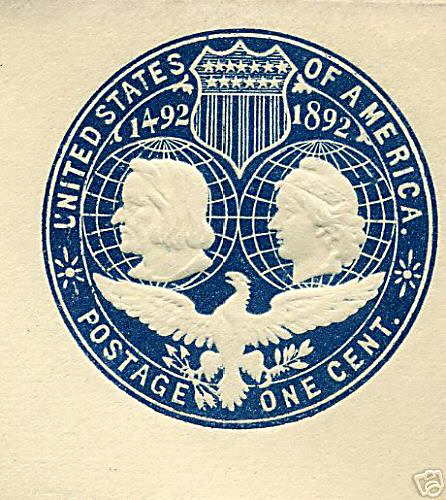
Detalle del sobre de 1 ¢.

Junto a los sellos se emitió una serie de cuatro sobres, o papelería postal preimpresa. Esta serie incluía valores de 1  ¢, 2 ¢, 5 ¢ y 10 ¢ que representaban un retrato de Colón y un retrato alegórico de la Libertad.

### Postales
También se hicieron postales. Había 10 diseños diferentes relacionados con la Exposición Mundial Colombina. Las postales se vendían por separado o juntas en un envoltorio de papel. Se hicieron dos versiones de la postal del Edificio de la Mujer. El sello preimpreso de las postales no estaba diseñado específicamente para la Exposición Mundial Colombina y era igual en todas.

## El sello especial de 1893
El sello que había con la tarifa de 10 ¢ estaba impreso en azul, por lo que se parecía al de 1 ¢ de los Sellos Colombinos. Para evitar que hubiera alguna equivocación, la Oficina de Correos emitió el sello de 10 ¢ en color naranja, que no formaba parte de la serie colombina, pero que pasó a ser conocido como el "Colombino Naranja" por los coleccionistas debido a este origen.

## Conmemoración
En 1992, en el V Centenario del Descubrimiento de América, los Estados Unidos, España, Italia y Portugal llevaron a cabo un proyecto postal internacional sin precedentes. Emitieron una serie de hojas de sellos con los diseños de los 16 Sellos Colombinos de Estados Unidos del IV Centenario. En Estados Unidos, la única variación fue la fecha de la esquina superior derecha, donde en lugar de poner 1982 ponía 1992. En España, Italia y Portugal, además de la fecha, se cambiaron algunos detalles relacionados con el idioma y los usos postales de cada país.
En los cuatro países, el conjunto estuvo a la venta entre el 22 de mayo y el 27 de septiembre de 1992.